# Aristide Colotte
Aristide Michel Colotte, né le 31 août 1885 à Baccarat et mort le 2 septembre 1959 au sein de l'Hôtel-Dieu dans le 4e arrondissement de Paris, est un sculpteur sur verre français. 

## Biographie
Entré à 16 ans en tant qu'apprenti tailleur dans la cristallerie de Baccarat, il suit les cours de l’école interne de graveur sur cristaux et est engagé en 1902. En 1909, il fait la connaissance du directeur des Magasins réunis de Nancy, Eugène J.B. Corbin qui lui permet de créer pour lui un atelier de graveur sur cristaux. Lors de la Première Guerre mondiale, il est affecté à Châtellerault puis il fonde en 1919, à Nancy, un atelier de gravure sur verres et métaux.
Médaille de bronze à l’Exposition internationale des Arts décoratifs et industriels modernes de 1925, il expose au Salon d'automne de 1928 une vitrine contenant cinq vases en cristal. 
Artiste renommé avant la Seconde Guerre mondiale, meilleur ouvrier de France, il accepte en décembre 1941 de réaliser une épée en cristal destinée à Philippe Pétain. Grâce à une souscription s'élevant à 90 000 francs, il sculpte alors une épée incrustée d'or, haute de deux mètres avec flammes jaillissantes en dalles de verre qui est exposée à l'Hôtel de Ville de Nancy en mars 1942 avant d'être expédiée à Vichy pour être remise au chef de l’État Français par le préfet de Meurthe-et-Moselle, en présence de l'artiste. 
Accusé d'avoir nui à la défense nationale pour avoir soutenu le Maréchal Pétain, il fuit en Allemagne mais est arrêté en novembre 1945 et enfermé à la prison Charles III de Nancy. Il ne comparait qu'en mars 1946 et est condamné à quatre ans d'emprisonnement, 10 000 francs d'amende, la dégradation nationale à vie et la mise de ses biens sous séquestre. Il restera en prison à Épinal jusqu'en février 1947 mais le comité national d'épuration des artistes lui défend de vendre ses œuvres pendant deux ans. Il parvient néanmoins à ouvrir un commerce de joaillerie à Paris, est de nouveau accepté à la Société des artistes français en 1953, expose au Salon des artistes français de 1957 mais, ruiné, meurt d'une leucémie en 1959.